# Joseph Kasavubu
Joseph Kasavubu lub Joseph Kasa-Vubu (ur. 1910 w Tshela w prowincji Kongo Środkowe, zm. 24 marca 1969 w Bomie) – kongijski polityk, pierwszy prezydent niepodległego Konga Belgijskiego – Kongo-Léopoldville.

## Życiorys
Edukację przyjął od katolickich misjonarzy. Po zakończeniu szkoły pracował jako nauczyciel. W 1942 roku rozpoczął pracę w belgijskiej administracji kolonialnej. W 1950 założył Stowarzyszenie Plemienia Bakongo (ABAKO) i został jego pierwszym przewodniczącym. Domagał się niepodległości Kongo i ustanowienia w nim struktury federalnej, która mogłaby zapewnić Bakongo autonomię. Po uzyskaniu przez Kongo-Léopoldville niepodległości został jego pierwszym prezydentem, a Patrice Lumumba premierem. W wyniku napięć na tle etnicznym wybuchła wojna domowa, secesję ogłosiły najbogatsze regiony kraju – Katanga i Kasai. Kasavubu zwalczał wystąpienia przy pomocy wojsk ONZ. W 1961 roku pod presją Stanów Zjednoczonych poparł zamach stanu Josepha-Désiré Mobutu w którym usunął on od urzędu Lumumbę. Miejsce dotychczasowego premiera zajął Cyrille Adoula. W 1963 wprowadził stan wyjątkowy a misję tworzenia nowego rządu powierzył Moïsemu Tshombe. W 1965 roku został obalony przez Mobutu w wyniku kolejnego puczu.